# Dolmen de Valbelle
Le dolmen de Valbelle est un dolmen situé sur le territoire de la commune de Florac Trois Rivières, dans le département de la Lozère en France.

## Historique
Le dolmen a été restauré au milieu des années 1970 par Gilbert Fages.

## Description
Le dolmen est du type simple (sans couloir). La chambre mesure environ 3 m de long, délimitée par un orthostate côté nord de 3,95 m de long et un autre côté sud d'environ 3 m. La chambre ouvre à l'est mais l'entrée a fait l'objet d'un réaménagement postérieur à la construction du dolmen avec la mise en place d'une dalle de fermeture. La table de couverture est brisée et incomplète. Le dolmen est entouré d'un tertre de 12 m de diamètre.

## Matériel archéologique
Le mobilier archéologique découvert lors de la restauration comprend une pointe de flèche crénelée en silex, quelques tessons de céramiques et principalement des éléments de parure : 1 pendeloque en schiste, 1 pendeloque en jayet, 1 perle tabulaire en os et 61 perles diverses dont 30 en test de cardium. L'ensemble indique une utilisation du monument jusqu'à la fin de l'Âge du cuivre.